# Montégut-en-Couserans
Montégut-en-Couserans ist eine französische Gemeinde mit 73 Einwohnern (Stand 1. Januar 2022) im Département Ariège in der Region Okzitanien. Sie gehört zum Kanton Couserans Ouest und zum Arrondissement Saint-Girons.
Nachbargemeinden sind Montgauch im Nordwesten, Saint-Lizier im Osten und Moulis im Süden.

## Bevölkerungsentwicklung
| Jahr                       | 1962 | 1968 | 1975 | 1982 | 1990 | 1999 | 2008 | 2019 |
| -------------------------- | ---- | ---- | ---- | ---- | ---- | ---- | ---- | ---- |
| Einwohner                  | 91   | 84   | 63   | 51   | 55   | 67   | 69   | 78   |
| Quellen: Cassini und INSEE |      |      |      |      |      |      |      |      |

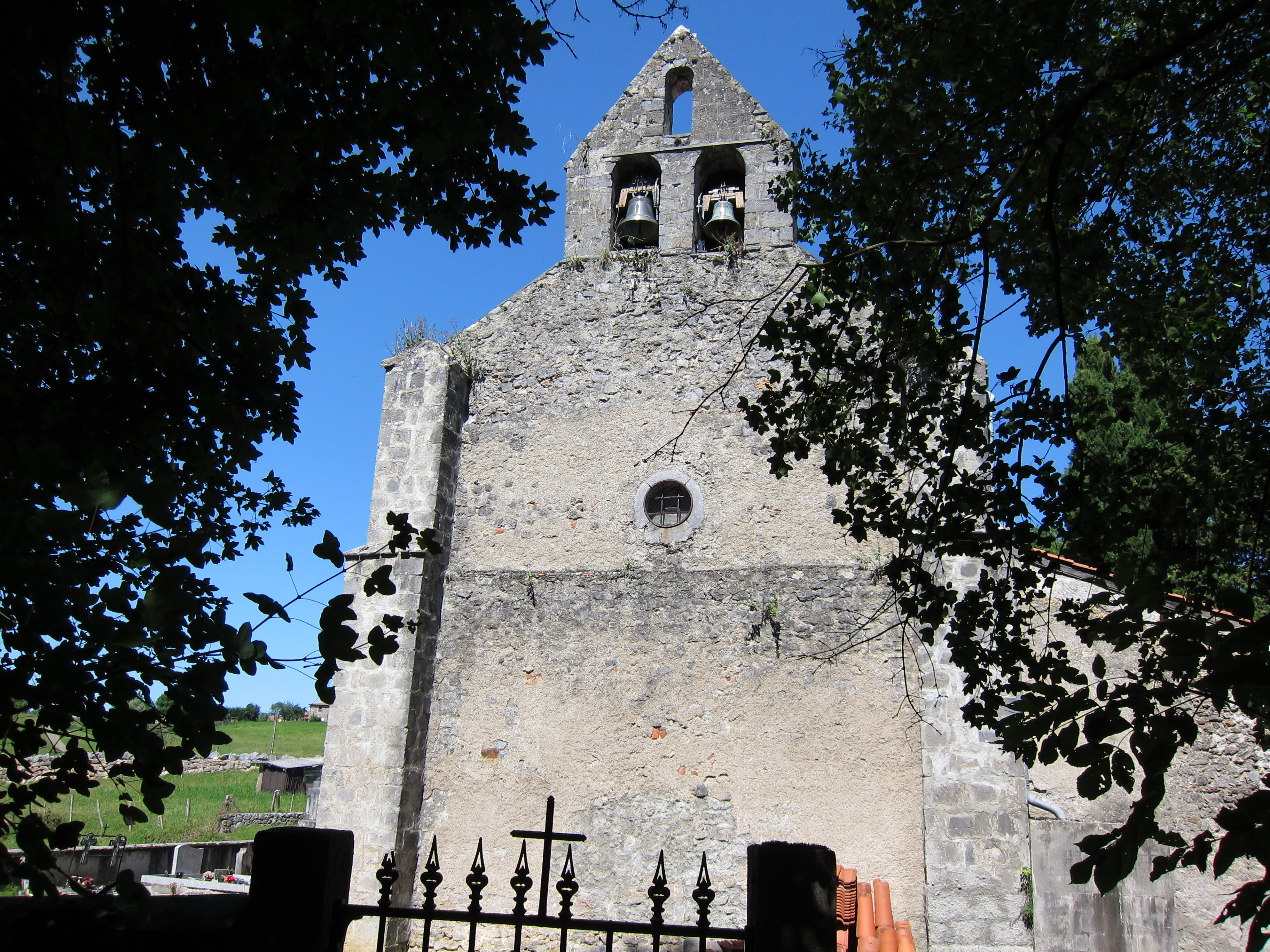
Kirche Saint-Jean-Baptiste, Monument historique
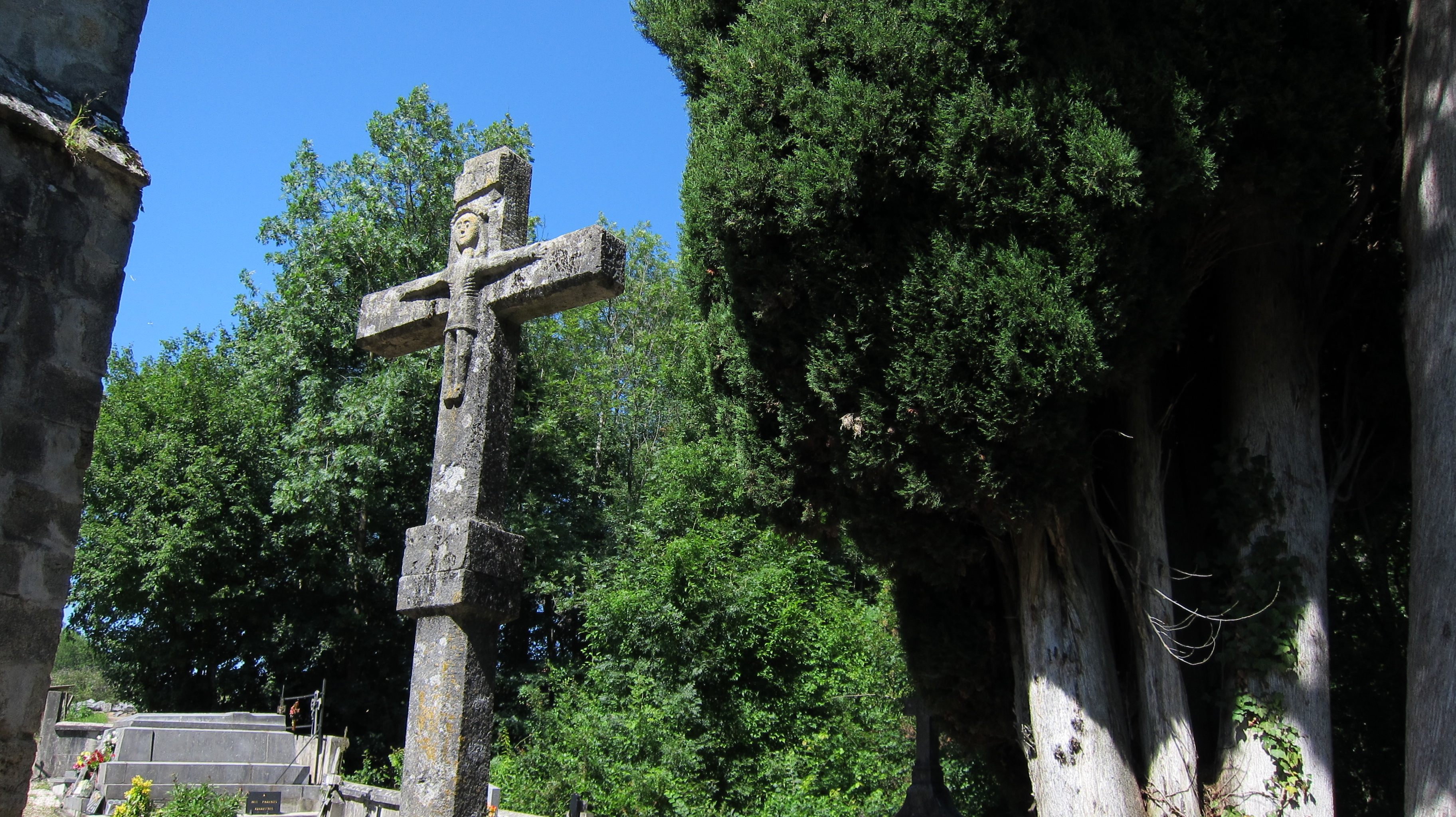
Friedhof und Flurkreuz bei der Kirche
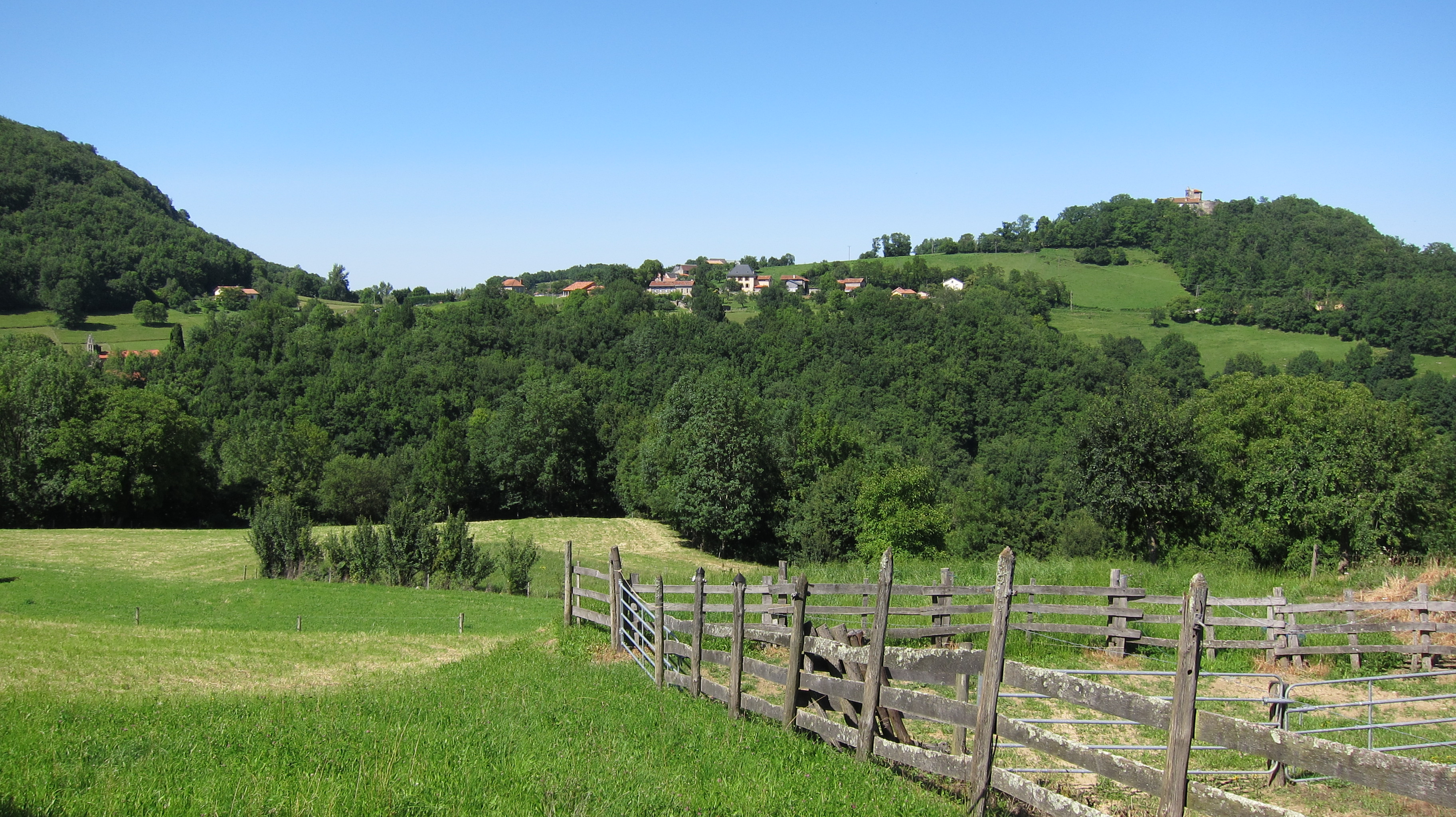
Ortsteil Ussau